# Sephena marena
Sephena marena är en insektsart som beskrevs av Medler 2000. Sephena marena ingår i släktet Sephena, och familjen Flatidae. Inga underarter finns listade i Catalogue of Life.